# Ray Glynn Holt
Ray Glynn Holt dr. (Plainview, Texas, 1959. november 28. –) amerikai fizikus, tudós, űrhajós.

## Életpálya
1982-ben az University of Mississippi fizikából diplomázott. Ugyanott 1989-ben doktorált (Ph.D.). Darmstadtban (Nyugat-Németország) a Műszaki Egyetem meghívott tudósa volt. 1989-1990 között a Yale Egyetem posztdoktori munkatársa, 1991-1993 között társult kutatója. 1993 őszén csatlakozott a NASA Mikrogravitációs Research Group, Jet Propulsion Laboratory tudósaihoz. Fizikai moduljának (DPM) első útja az USML–1 küldetésen, a második az USML–2 űrrepülőgépen volt.
1994. június 20-tól a Lyndon B. Johnson Űrközpontban részesült űrhajóskiképzésben. Kiképzett űrhajósként tagja volt az STS–73 támogató (tanácsadó, problémamegoldó) csapatának. Űrhajós pályafutását 1995. május 11-én fejezte be. 2000-től a Boston University (Massachusetts) tudósa.

## Űrrepülések
STS–73 a Columbia űrrepülőgép küldetés Spacelab (USML–2) specialistája.